# Hertigdömet Sora
Hertigdömet Sora var en halvsjälvständig stat på den italienska halvön skapad år 1443 av Alfons I av Neapel och upplöst år 1796. Staten ockuperade den sydöstra delen av det som idag är Lazio och gränstrakterna till dagens Abruzzo. Landets huvudstad var först Sora, men under Boncompagnis tid låg sätet i borgen Castello Boncompagni i nuvarande Isola del Liri.
Den sista hertigen var Antonio II Boncompagni som överlät landet till Ferdinand I av Bägge Sicilierna 1796.

## Regenter i Sora
- Nicola Cantelmo 1443-1454
- Piergiampaolo Cantelmo 1454-1463

Ockuperad av Kyrkostaten 1463-1472
- Leonardo della Rovere 1472-1475
- Giovanni della Rovere 1475-1501
- Francesco Maria I della Rovere 1501-1516
- William de Croÿ 1516-1528
- Francesco Maria I della Rovere 1528-1538
- Giulio della Rovere 1538-1578
- Francesco Maria II della Rovere 1578-1579
- Giacomo Boncompagni 1579-1617
- Gregorio I Boncompagni 1617-1628
- Giovan Giacomo Boncompagni 1628-1636
- Ugo I Boncompagni 1636-1676
- Gregorio II Boncompagni 1676-1707
- Antonio I Boncompagni 1707-1731
- Gaetano Boncompagni 1731-1777
- Antonio II Boncompagni 1777-1796